# (1615) Bardwell
(1615) Bardwell – planetoida z grupy pasa głównego asteroid okrążająca Słońce w ciągu 5 lat i 194 dni w średniej odległości 3,13 au. Została odkryta 28 stycznia 1950 roku w Goethe Link Observatory (Indiana Asteroid Program) w Brooklynie w stanie Indiana. Nazwa planetoidy pochodzi od Conrada Bardwella, amerykańskiego astronoma Minor Planet Center w Obserwatorium Cincinnati. Przed nadaniem nazwy planetoida nosiła oznaczenie tymczasowe (1615) 1950 BW.